# Games People Play
Games People Play je píseň z roku 1968. Složil a zpíval ji Joe South. Text písně je zaměřen proti různým formám násilí, nelidskosti a netolerance mezi lidmi a píseň patří mezi protest songy.

## Původ a inspirace písně
Text a název odkazují na stejnojmennou knihu Dr. Erica Berneho z oblasti transakční analýzy, která byla vydána v roce 1964, a pojednává o "podivných hrách" , které lidé spolu hrají.
Píseň připomíná starší tradicionál Cajun Tit Galop Pour Mamou, který nahráli Balfa Brothers na albu Play Traditional Cajun Music. 

## Historie
V roce 1968, byla píseň součástí debutového alba Joe Southa s názvem Introspect, a byla vydána také jako singl. Stala se písní roku  v Grammy Awards. Název písně byl převzat jako titul druhého alba, Games People Play, z roku 1969. Ve stejné době Freddy Weller, kytarista skupiny Paul Revere and the Raiders, nahrál country verzi písně (1969) na svém debutovém singlu a dosáhl s ní také úspěchu.

## Cover verze
- Petula Clark (spolu s Everly Brothers)
- Waylon Jennings
- Jerry Lee Lewis
- Dolly Parton (1969) - album My Blue Ridge Mountain Boy
- The Tremeloes
- Ike and Tina Turner
- Inner Circle
- DJ Bobo
- Jools Holland na albu Moving Out to the Country , zpívá Marc Almond (2006)
- Lissie na EP Covered Up With Flowers

## Česká verze
Českou verzi písně nazpíval Petr Spálený pod názvem Podivný hry lidí, text napsal Vladimír Poštulka.